# 地硬毛鼠屬
地硬毛鼠属（学名：Geocapromys）是啮齿目硬毛鼠科中的一属，包含以下种：
- 布氏硬毛鼠（Geocapromys brownii）
- †古巴兔子（Geocapromys columbianus）
- 巴哈马硬毛鼠（Geocapromys ingrahami）
- †胸甲硬毛鼠（Geocapromys thoracatus）